# Olga Ilić
Olga Ilić serb. Олга Илић, właśc. Olga Gašparović, znana też jako Olga Ilić-Hristilić, ps. Olivera Sant (ur. 5 lutego 1880 w Salonikach, zm. 17 stycznia 1945 w Belgradzie) – serbska aktorka i śpiewaczka.

## Życiorys
Urodziła się w Salonikach jako nieślubna córka Mariji Gašparović i Francuza Gastona Santa. Uczyła się we francuskiej szkole klasztornej. W 1887, po śmierci ojca wraz z matką przeniosła się do Niszu, gdzie uczyła się w gimnazjum. Na scenie teatralnej zadebiutowała w roku 1895, w roli malarza Stefana w sztuce Trnje i lovorike. Spektakl odbył się w hotelu Evropa w Niszu, w którym matka Olgi pracowała jako kelnerka. Występowała krótko w teatrze w Niszu, a następnie dołączyła do wędrownej trupy cyrkowej Fieri, w której śpiewała i tańczyła. Po krótkiej przygodzie z cyrkiem występowała w teatrze lalkowym, w którym poznała aktora Kostę Ilicia. Po zawarciu małżeństwa występowała w kolejnych teatrach serbskich: w Varaždinie, Splicie i w Šabacu. W tym czasie często występowała w roli piosenkarki, śpiewając sevdalinki i francuskie chansony.
Przełomowe znaczenie miał dla niej angaż do Teatru Narodowego w Belgradzie w roku 1898. W 1900 została zwolniona w atmosferze skandalu. Na wystawie zakładu fotograficznego Milana Jovanovicia w centrum Belgradu umieszczono zdjęcie nagiej Olgi Ilić w roli Sakuntali z dramatu Kalidasy. Była prawdopodobnie pierwszą serbską aktorką, sfotografowaną nago, co nie uzyskało aprobaty kierownictwa teatru. Po zwolnieniu występowała w belgradzkim teatrze rewiowym, a następnie  w objazdowej trupie w Bośni. W 1906 powróciła do Belgradu, publiczność mogła ją podziwiać w teatrze Pozorište kod sloge, a następnie w Teatrze przy Bulwarze (Pozorište kod Bulevara). W 1911 przeniosła się do Niszu. W Teatrze Sinđelić (dzisiejszy Teatr Narodowy) jako pierwsza serbska aktorka wystąpiła w Hamlecie (w tytułowej roli), zyskując przydomek serbskiej Sarah Bernhardt. W 1912 występowała w teatrze w Osijeku, gdzie używała pseudonim Olivera Sant. W 1913, w czasie II wojny bałkańskiej przyjęła zaproszenie od Branislava Nušicia i rozpoczęła występy w Skopju. Po zajęciu miasta przez wojska bułgarskie, występowała na koncertach organizowanych dla mieszkańców miasta. Po wojnie jej działalność uznano za formę współpracy z wrogiem. Żandarmeria serbska posłużyła się dowodem w postaci rewolweru, który przechowywała w domu (pełnił funkcję teatralnego rekwizytu) i przez trzy miesiące była więziona w Skopju. Po uwolnieniu nadal występowała na scenie skopijskiej. W latach 20. występowała w Leskovacu, a następnie w Serbskim Teatrze Narodowym w Nowym Sadzie. Karierę aktorską zakończyła w Teatrze Sinđelić w Niszu. W Niszu w roku 1934 obchodziła jubileusz 35-lecia kariery aktorskiej i po nim pożegnała się ze sceną.
Umarła w nędzy i zapomnieniu, w domu opieki w Belgradzie.

## Życie prywatne
Była dwukrotnie zamężna. Z pierwszym mężem, Kostą Iliciem rozwiodła się, mimo tego nadal się przyjaźnili. Po jego śmierci w 1923 wyszła za mąż po raz drugi za Petara Hristilicia (zm. 1937).

## Pamięć
W 1934 ukazały się jej wspomnienia z lat 1895-1934. W 2019 Jelena Stojanović nakręciła film o aktorce Trnje i lovorike Olge Ilić. Imię aktorki nosi jedna z ulic w dzielnicy Pantelej w Niszu.